# Фиттипальди, Вилсон
Ви́лсон Фиттипа́льди (порт. Wilson Fittipaldi; 25 декабря 1943, Сан-Паулу — 23 февраля 2024, Сан-Паулу) — бразильский автогонщик, участник чемпионата мира по автогонкам в классе Формула-1.

## Биография
Старший брат двукратного чемпиона мира «Формулы-1» Эмерсона Фиттипальди. В конце 1960-х годов участвовал в различных бразильских гоночных чемпионатах, в 1970 году переехал в Европу, где стартовал в Формуле-3. В 1971 году дебютировал в европейском чемпионате Формулы-2, в первом же сезоне дважды поднимался на третье место. В 1972-1973 годах совмещал старты в Формуле-2 с участием в чемпионате мира Формулы-1 за команду «Брэбем», дважды набирал очки на этапах «Формулы-1» в Аргентине и Германии.
В 1975 году создал собственную команду «Фиттипальди», в которой в первый год участия выступал в качестве пилота, а в 1976 году сосредоточился на управлении командой, передав место пилота своему брату Эмерсону. По окончании сезона 1982 года команда прекратила участие в «Формуле-1» и Фиттипальди вернулся на родину. В 1994-1995 годах дважды выигрывал гонку «1000 миль Бразилии».
Сын Вилсона, Кристиан Фиттипальди, также стартовал в «Формуле-1» и других гоночных сериях.

## Результаты гонок в Формуле-1
| Легенда к таблице |                                                                    |
| --- | ------------------------------------------------------------------ |
| В таблице перечислены результаты всех Гран-при Формулы-1, в которых принимал участие гонщик. Строками таблицы являются сезоны, столбцами — этапы чемпионата мира. В каждой клетке указаны сокращённое название этапа и результат, дополнительно обозначенный цветом. Расшифровка обозначений и цветов представлена в нижеследующей таблице. |                                                                    |
| \| Пример \| Описание \| \| ------------ \| ------------------------------------------------------------------ \| \| 1 \| Победитель \| \| 2 \| Второе место \| \| 3 \| Третье место \| \| 5 \| Финишировал, заработав очки \| \| Сход \| Не финишировал, но при этом заработал очки \| \| 12 \| Финишировал, не получив очков \| \| НКЛ \| Финишировал, но не попал в финальную классификацию \| \| 15 \| Участвовал вне зачёта, либо по отдельной классификации \| \| 18 \| Не финишировал, но попал в финальную классификацию \| \| Сход \| Не финишировал \| \| НКВ \| Не прошёл квалификацию \| \| НПКВ \| Не прошёл предквалификацию \| \| ДСК \| Дисквалифицирован \| \| ИСК \| Исключён из протокола соревнований \| \| ТТ \| Заявлен для участия только в тренировках \| \| НС \| Участвовал в квалификации, но не стартовал в гонке \| \| Т \| Травмирован или болен \| \| ОТК \| Отказ от участия \| \| НТР \| Прибыл на соревнования, но на трассу не выезжал \| \| НПР \| Был заявлен в числе участников, но не прибыл к началу соревнований \| \| О \| Соревнования отменены \| \| \| Не участвовал \| \| Поул-позиция \| \| \| Быстрый круг \| \| |                                                                    |
| Пример | Описание                                                           |
| 1 | Победитель                                                         |
| 2 | Второе место                                                       |
| 3 | Третье место                                                       |
| 5 | Финишировал, заработав очки                                        |
| Сход | Не финишировал, но при этом заработал очки                         |
| 12 | Финишировал, не получив очков                                      |
| НКЛ | Финишировал, но не попал в финальную классификацию                 |
| 15 | Участвовал вне зачёта, либо по отдельной классификации             |
| 18 | Не финишировал, но попал в финальную классификацию                 |
| Сход | Не финишировал                                                     |
| НКВ | Не прошёл квалификацию                                             |
| НПКВ | Не прошёл предквалификацию                                         |
| ДСК | Дисквалифицирован                                                  |
| ИСК | Исключён из протокола соревнований                                 |
| ТТ | Заявлен для участия только в тренировках                           |
| НС | Участвовал в квалификации, но не стартовал в гонке                 |
| Т | Травмирован или болен                                              |
| ОТК | Отказ от участия                                                   |
| НТР | Прибыл на соревнования, но на трассу не выезжал                    |
| НПР | Был заявлен в числе участников, но не прибыл к началу соревнований |
| О | Соревнования отменены                                              |
| | Не участвовал                                                      |
| Поул-позиция |                                                                    |
| Быстрый круг |                                                                    |

| Год  | Команда    | Шасси           | Двигатель | 1        | 2        | 3        | 4       | 5        | 6      | 7        | 8      | 9        | 10       | 11       | 12       | 13       | 14     | 15     | Место | Очки |
| ---- | ---------- | --------------- | --------- | -------- | -------- | -------- | ------- | -------- | ------ | -------- | ------ | -------- | -------- | -------- | -------- | -------- | ------ | ------ | ----- | ---- |
| 1972 | Brabham    | Brabham BT33    | Косворт   | АРГ      | ЮАР      | ИСП 7    | МОН 9   |          |        |          |        |          |          |          |          |          |        |        | -     | 0    |
| 1972 | Brabham    | Brabham BT34    | Косворт   | АРГ      | ЮАР      |          |         | БЕЛ Сход | ФРА 8  | ВЕЛ 12   | ГЕР 7  | АВТ Сход | ИТА Сход | КАН Сход | США Сход |          |        |        | -     | 0    |
| 1973 | Brabham    | Brabham BT37    | Косворт   | АРГ 6    | БРА Сход | ЮАР Сход |         |          |        |          |        |          |          |          |          |          |        |        | 15    | 3    |
| 1973 | Brabham    | Brabham BT42    | Косворт   |          |          |          | ИСП 10  | БЕЛ Сход | МОН 11 | ШВЕ Сход | ФРА 16 | ВЕЛ Сход | НИД Сход | ГЕР 5    | АВТ Сход | ИТА Сход | КАН 11 | США 17 | 15    | 3    |
| 1975 | Fittipaldi | Fittipaldi FD01 | Косворт   | АРГ Сход |          |          |         |          |        |          |        |          |          |          |          |          |        |        | -     | 0    |
| 1975 | Fittipaldi | Fittipaldi FD02 | Косворт   |          | БРА 13   | ЮАР НКВ  | ИСП Отк | МОН НКВ  | БЕЛ 12 | ШВЕ 17   |        |          |          |          |          |          |        |        | -     | 0    |
| 1975 | Fittipaldi | Fittipaldi FD03 | Косворт   |          |          |          |         |          |        |          | НИД 11 | ФРА Сход | ВЕЛ 19   | ГЕР Сход | АВТ НКВ  | ИТА      | США 10 |        | -     | 0    |